# Иль-де-Франс (Маврикий)
Иль-де-Франс (фр. Île de France) — название острова Маврикий в Индийском океане и его зависимых территорий между 1715 и 1810 годами, когда этот регион находился под властью Французской Ост-Индской компании и был частью французской колониальной империи. Во время правления французов на острове произошли серьёзные изменения. Возрастающее значение сельского хозяйства привело к ввозу рабов и осуществлению обширных инфраструктурных работ, которые превратили Порт-Луи в крупный город-порт и торговый центр.
Во время наполеоновских войн Иль-де-Франс стал базой, из которой французский флот, включая эскадрильи под командованием контр-адмирала (фр. Contre-amiral) Линуа или Жака Гамелена, и корсары, такие как Робер Сюркуф, организовали рейды на британские торговые суда. Набеги (см. Бой Данса) продолжались до 1810 года, когда англичане отправили сильную флотилию, чтобы захватить остров. Первая британская попытка захватить остров в августе 1810 года, атаковав Гранд-Порт, привела к победе Франции, которую праздновали у Триумфальной арки в Париже. Последующая и гораздо более масштабная атака, начатая в декабре того же года из Родригеса, который был захвачен годом ранее, была успешной. Британцы высадились в большом количестве на севере острова и быстро осилили французов, которые вскоре капитулировали. В Парижском мирном договоре (1814) французы уступили Иль-де-Франс вместе с прилегающими территориями, включая Архипелаг Чагос, Родригес, Сейшельские острова, Агалегу, Тромелен и Каргадос-Карахос Британской империи. Затем остров получил прежнее имя «Маврикий».

## История
После того, как голландцы покинули Маврикий, остров стал французской колонией в сентябре 1715 года, когда Гийом Дюфресне д’Арсель овладел им, назвав остров Иль-де-Франс. Французское правительство передало управление Маврикием Французской Ост-Индской компании, но остров оставался без европейского населения до 1721 года. Кроме того, до 1735 года Иль-де-Франс управлялся из Иль-Бурбона, ныне известного как Реюньон.
К 1726 году компания создала гранты на землю колонистам, солдатам и рабочим. В грантах было указано, что получатели грантов, которые не могли обрабатывать свою землю в течение 3 лет, теряли её. Каждому колонисту было дано 20 рабов, и взамен он должен был ежегодно выплачивать одну десятую своих доходов в пользу Французской Ост-Индской компании. Попытка развития сельского хозяйства привела к увеличению спроса на рабочую силу.
По словам Лугнона, руководителя компании до назначения Бертрана Франсуа Маэ де Лабурдонне, из 156 кораблей, которые посещали Маврикий между 1721 и 1735 годами, большинство было кораблями компании. Торговцы рабами привезли в Маврикий 650 человек из Мадагаскара, Мозамбика, Индии и Западной Африки.
Международная торговля, в частности межконтинентальная торговля, выросла в 18 веке, а к 1780-м годам Франция была крупнейшей торговой морской державой в Европе. Общая стоимость доходов от французской межконтинентальной торговли с Африкой, Азией, Америкой и реэкспортом в остальную Европу составляла 25 миллионов фунтов стерлингов, тогда как доходы от торговли Великобритании составляли всего 20 миллионов фунтов стерлингов. Такое положение вещей объясняет растущее значение Порт-Луи как торгового центра. Среди французских колонистов привлекательность легких денег и важность коммерческой деятельности способствовали отсутствию у них интереса к сельскому хозяйству. Торговля рабами, как законная, так и незаконная, была важным аспектом французской международной торговли в Индийском океане. Класс трейдеров и торговцев развивался и процветал.
Губернатор Шарль Матье Изидор Декан, подозрительно относящийся к английскому кораблю, который прибыл на остров для проведения ремонта в 1803 году, несколько лет заключал его капитана Мэтью Флиндерса на острове. Флиндерс вернулся в Англию из Австралии с журналами и отчетами о своих научных исследованиях.

## Население
Когда Бертран Франсуа Маэ де Лабурдонне прибыл на Иль-де-Франс в 1735 году, на острове было 638 рабов при общем населении в 838 жителей. После этого ежегодно прибывало от 1200 до 1300 рабов; в течение пяти лет число рабов увеличилось в четыре раза до 2612, а число французов удвоилось.

## Наследие
Бертран Франсуа Маэ де Лабурдонне основал Порт-Луи как военно-морскую базу и судостроительный центр. Под его губернаторством были построены многочисленные здания, некоторые из которых по-прежнему стоят сегодня, к ним относятся часть Дома правительства, Шато-де-Мон-Плезир в Ботаническом саду имени сэра Сивусагура Рамгулама и Линейные казармы.